# Cantiga

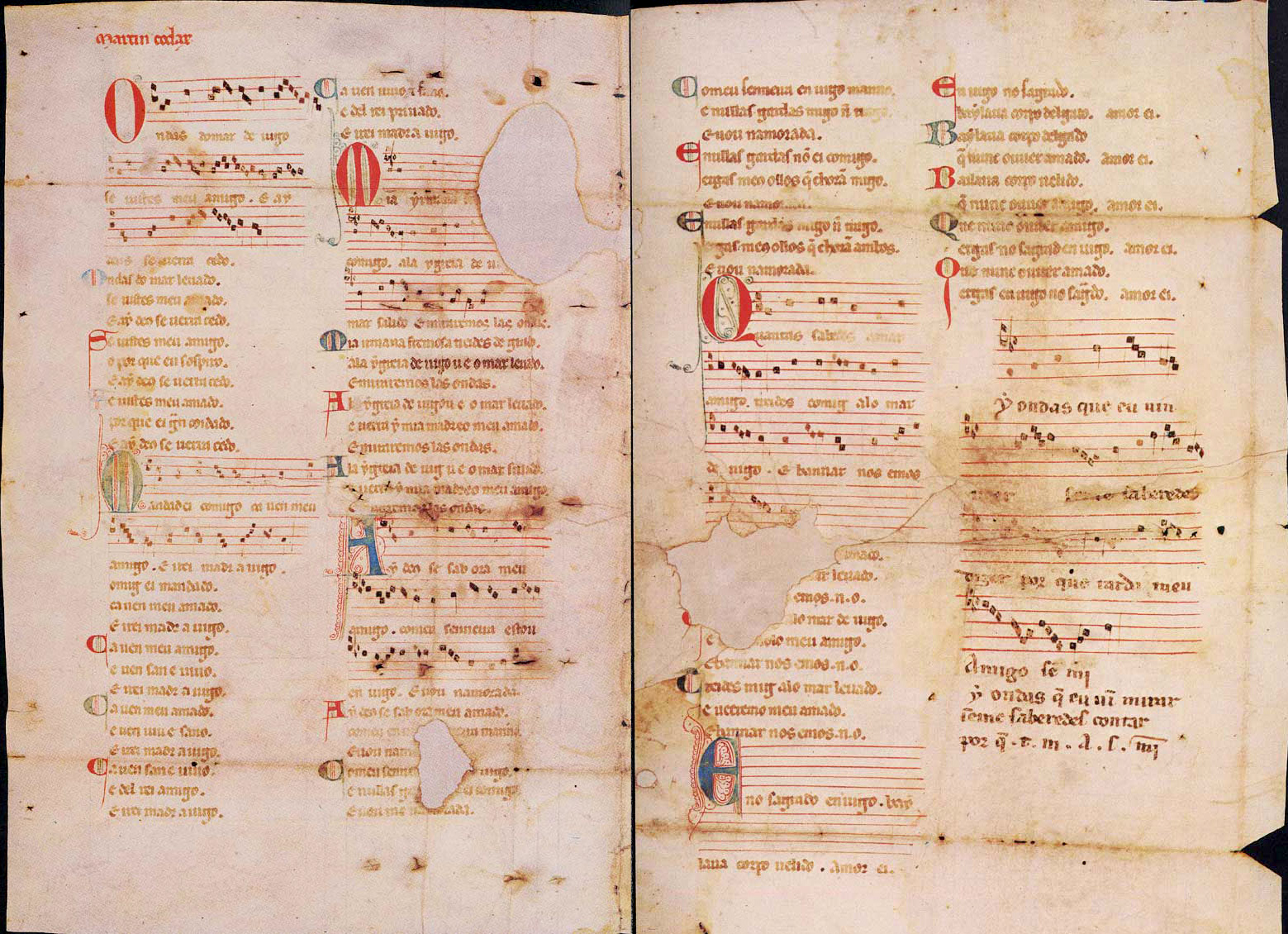
Cantigas de Amigo de Martim Codax (Pierpont Morgan Library, New York, Vindel MS M979)

La cantiga (ou cántiga) est le genre typique de la poésie médiévale en galaïco-portugais (XIIe – XIVe siècle).
Les cantigas sont des poésies chantées, dont les paroles et la musique sont composées par des troubadours. Celui qui jouait et chantait ces poésies était le jongleur, qui pouvait être le troubadour.
Ces cantigas sont rassemblées dans les cancioneiros qui réunissent un grand nombre de pièces. On connaît trois cancioneiros: le Cancioneiro da Ajuda, le Cancioneiro de la Bibliothèque Nationale de Lisbonne et le Cancioneiro da Vaticana.
La cantiga la plus ancienne que l'on connaît est la "Cantiga da Ribeiriña", aussi appelée "Cantiga da Garvaia", composée par Paio Soares de Taveirós (en) probablement en 1189 (ou 1198). Nous possédons environ 1 700 cantigas à sujet profane, mais la musique n'est généralement pas connue, sauf pour six cantigas de amigo de Martin Codax et sept cantigas de amor de Denis de Portugal.
Actuellement, le terme désigne une composition en vers avec une musique, destinée à être chantée. Elle appartient à la musique traditionnelle de la Galice et est aussi connue sous le nom de coplas.

## Types de cantigas

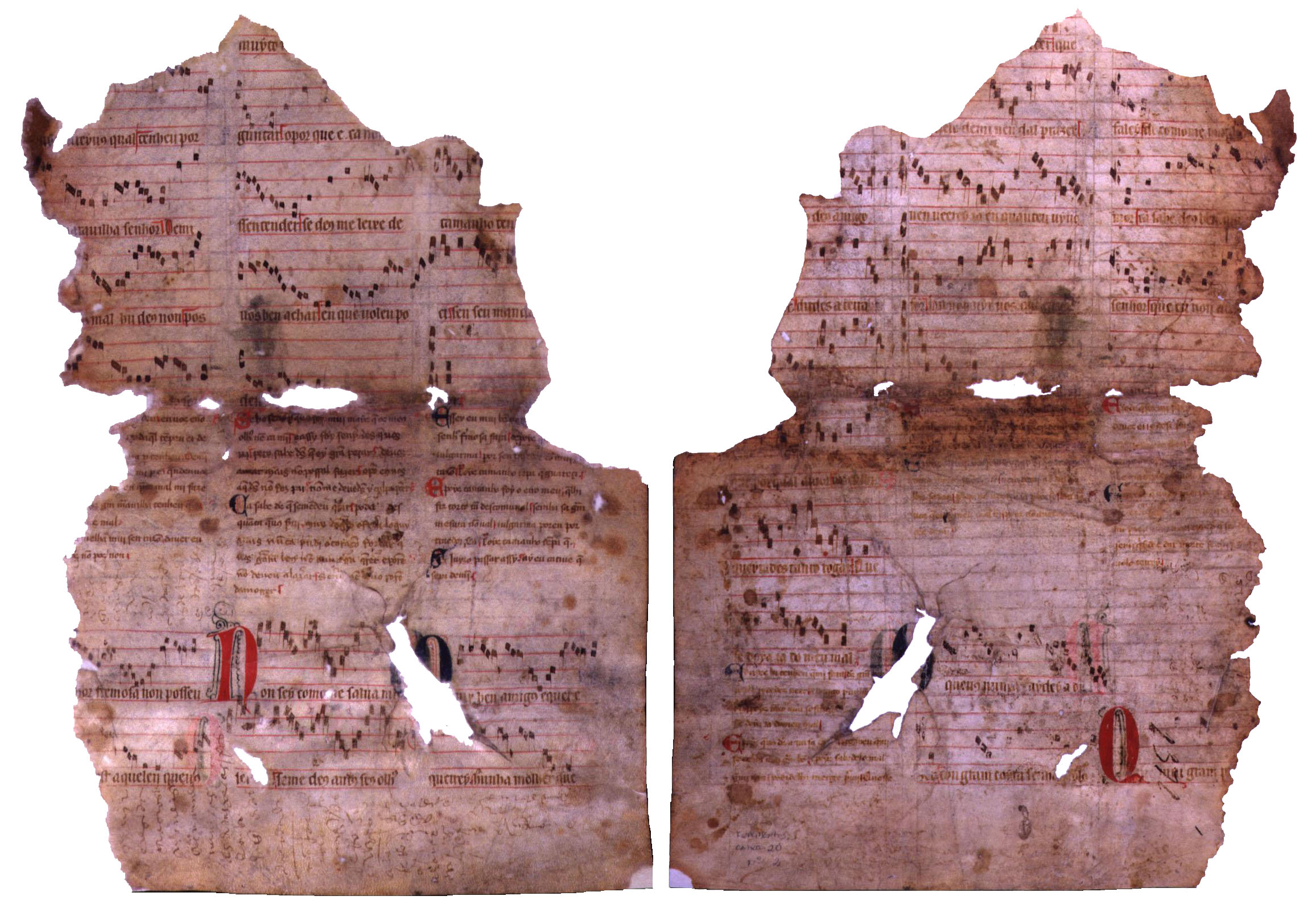
Le Parchemin Sharrer avec des cantigas de Denis de Portugal.

### Métrique
Si on classe les cantigas par leur métrique, on distingue deux types de cantigas :
- Cantigas de refram : contiennent habituellement quatre strophes avec le schéma suivant abbacca, abbaccb, ababcca, ababccb. Il n'y a pas de refrain. Cette métrique est utilisée surtout dans les cantigas de escarnio et dans les cantigas de amor. Elle tire son origine dans la poésie des troubadours provençaux.
- Cantigas de maestría : leur élément caractéristique est le refrain. Leur origine est populaire. Cette métrique est fréquente surtout dans les cantigas de amigo.

Les deux types de cantigas ont en commun le type de vers utilisé (octosyllabe ou décasyllabe, en général) et l'usage de la rime consonante.

### Thématique
Si on classe les cantigas par leur thématique, on distingue les :
- Cantigas de amor : un troubadour s'adresse à son aimée.
- Cantigas de amigo : une femme amoureuse se plaint de l'absence de son aimé.
- Cantigas de escarnio : le poète critique soit un adversaire soit la société en utilisant un langage indirect par l'emploi du double sens, de l'ironie, etc.
- Cantigas de maldizer (maldecir) : se différencie des précédents car le poète n'utilise pas les mots couverts et s'exprime en clair.

## Sources
- (es) Cet article est partiellement ou en totalité issu de l’article de Wikipédia en espagnol intitulé « Cantiga » (voir la liste des auteurs).